# Lionell Horrowitz and his combo
Lionell Horrowitz and his combo is een alternatieve band die in 1993 werd opgericht door Rudy Trouvé, toen nog lid van dEUS. De band is een van de eerste zijprojecten van Trouvé. De band speelde enkele malen live, maar bleef vooral een gelegenheidsgezelschap.
Het enige album Au Bain Marie bevat opnames uit de periode 1991-1997.

## Muzikanten
- Rudy Trouvé, Dirk De Hooghe, Dimitri Daggelinckx, Dirk Belmans, Sigrid Van Rosendaal, Sandra Van de Craen, Heyme Langbroek en Bram Van Looveren.
- Daan en Craig Ward verzorgden soms gastvocalen.

## Discografie
- 1998 Au Bain Mairie